# Département de San Justo (Santa Fe)
Pour les articles homonymes, voir San Justo.
Le département de San Justo est une des 19 subdivisions de la province de Santa Fe, en Argentine. Son chef-lieu est la ville de San Justo.
Le département a une superficie de 5 575 km2. Sa population s'élevait à 40 379 habitants au recensement de  2001 et à 42 250 en 2007 selon l'estimation de l'IPEC.

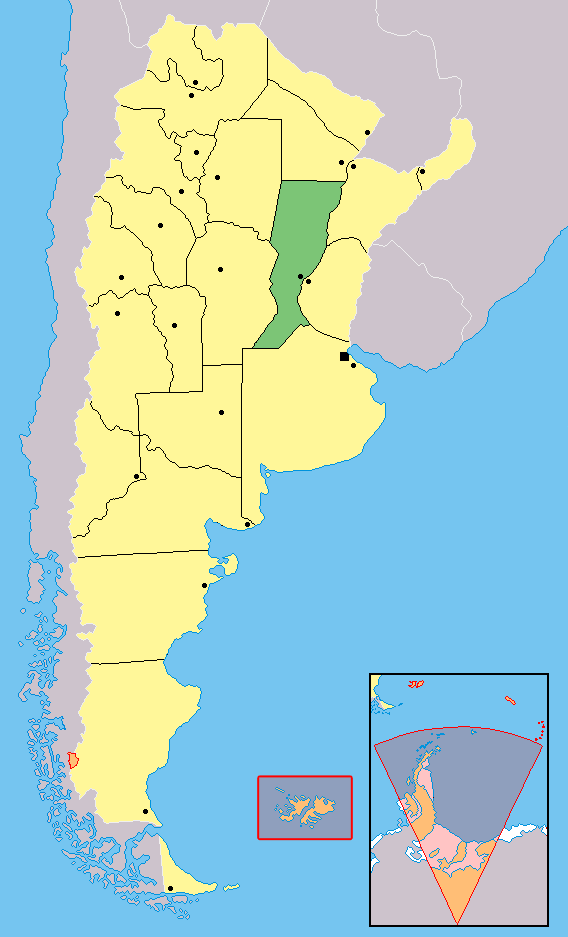
Localisation de la province de Santa Fe en Argentine.